# Bąkowron japoński
Bąkowron japoński, ślepowron japoński (Gorsachius goisagi) – gatunek średniej wielkości ptaka z rodziny czaplowatych (Ardeidae). Jest narażony na wyginięcie. Nie wyróżnia się podgatunków.

## Występowanie
Występuje w południowej części Japonii, gdzie ma tereny lęgowe, natomiast w okresie zimowania odlatuje na teren Filipin. Występuje także przelotnie na terenie Tajwanu i w południowo-wschodnich Chinach. Odnotowano również w okresie lęgowym pojedyncze ptaki na terenie Korei i na Rosyjskim Dalekim Wschodzie, a w okresie zimowym na terenie Indonezji.
W okresie lęgowym zamieszkuje na terenach silnie zalesionych, w lasach liściastych i iglastych, także mieszanych, w pobliżu rzek i strumieni lub terenów podmokłych, na wzgórzach i zboczach gór do wysokości 1500 m n.p.m. W okresie zimowania zamieszkuje silnie zacienione lasy z rzekami i strumieniami na obszarach do wysokości 2400 m n.p.m.

## Opis
Długość ciała 48–49 cm; masa ciała (jednego zważonego samca) 527,1 g; rozpiętość skrzydeł 87–89 cm. Ubarwienie dorosłych ptaków – głowa i szyja jest koloru brunatnego, a skrzydła ciemnobrązowego. U młodych osobników głowa i szyja koloru czarnego, a skrzydła mają kolor ciemnobrązowy, lecz ciemniejszy niż osobniki dorosłe. Charakterystycznym znakiem tego gatunku są czarne nieregularne linie występujące na skrzydłach.

## Tryb życia
Osobniki dorosłe żerują o zmierzchu lub nocą, samotnie lub w małych stadach. Żywią się głównie drobnymi zwierzętami żyjącymi w glebie lub na niej, są to głównie dżdżownice, ślimaki i małe owady. Przy czym potrafią dziobem rozkopywać ziemię w poszukiwaniu pokarmu.
Okres lęgowy trwa od marca do czerwca, okres zimowania od września do listopada. W pozostałych okresach ptaki te migrują z lub na obszary lęgowe.

## Status
IUCN od 2020 roku uznaje bąkowrona japońskiego za gatunek narażony (VU, Vulnerable); wcześniej, od 2000 roku klasyfikowano go jako gatunek zagrożony (EN, Endangered), a od 1994 jako gatunek narażony. Liczebność światowej populacji szacuje się na 5000–9999 dorosłych osobników. Trend liczebności populacji uznawany jest za spadkowy.